# Los hermanos Sisters
Los hermanos Sisters, título original en francés Les Frères Sisters y en inglés The Sisters Brothers, es una película francoestadounidense de estilo wéstern y comedia negra de 2018, dirigida por Jacques Audiard y con guion coescrito por Audiard y Thomas Bidegain, basada en la novela del mismo nombre de Patrick deWitt. La película está protagonizada por John C. Reilly y Joaquin Phoenix como los conocidos hermanos asesinos Eli y Charlie Sisters. La cinta fue estrenada el 21 de septiembre de 2018 por Annapurna Pictures.

## Sinopsis
Los hermanos Charlie y Eli Sisters son un par de forajidos en el viejo oeste estadounidense que trabajan para Commodore. Por órdenes de su jefe, deben viajar a Sacramento, California, y acabar con un químico llamado Hermann Kermit Warm, el cual ha ideado un método para hallar oro sin gran esfuerzo. Sin embargo, el trabajo no resulta tan fácil como creían.

## Reparto
- John C. Reilly como Eli Sisters, sicario.
- Joaquin Phoenix como Charlie Sisters, sicario.
- Jake Gyllenhaal como Morris, un prospector y asociado de los hermanos.
- Riz Ahmed como Hermann Kermit Warm, un químico que ha inventado una fórmula para encontrar oro.
- Rutger Hauer como Commodore, el jefe de los hermanos Sisters.
- Carol Kane como Sra. Sisters
- Rebecca Root como Mayfield.
- Ian Reddington como El padre.
- Niels Arestrup

## Producción
En 2011 se anunció que los derechos de la novela de Patrick deWitt The Sisters Brothers habían sido vendidos a la compañía productora de John C. Reilly, con Reilly enlistado para interpretar a uno de los hermanos protagonistas. Cuatro años después, en 2015, el director francés Jacques Audiard anunció que dirigiría la película, en una entrevista en la estación de radio francesa RTL. El sitio web Deadline reportó el 25 de abril de 2016 que Joaquin Phoenix también se había unido al proyecto. En febrero de 2017, Variety reportó que Jake Gyllenhaal se había unido al reparto, y luego anunció que Riz Ahmed también se había sumado al elenco. Variety anunció además que Annapurna Pictures cofinanciaría el filme junto a Why Not Productions, con Megan Ellison sirviendo como productora ejecutiva del proyecto.
La filmación comenzó a principios de junio de 2017 en la ciudad española de Almería y continuó rodándose durante el resto del verano en Tabernas, Navarra y Aragón.

## Recepción
The Sisters Brothers ha recibido reseñas positivas de parte de la crítica y la audiencia. En el sitio web especializado Rotten Tomatoes, la película posee una aprobación de 87%, basada en 211 reseñas, con una calificación de 7.4/10 y con un consenso crítico que dice: «The Sisters Brothers recorre senderos familiares de su género de formas ocasionalmente inesperadas. Es un viaje satisfactorio elevado aún más por sus destacados protagonistas». De parte de la audiencia tiene una aprobación de 65%, basada en 2500 votos, con una calificación de 3.5/5.
El sitio web Metacritic le ha dado a la película una puntuación de 78 de 100, basada en 44 reseñas, indicando "reseñas generalmente favorables". En el sitio IMDb los usuarios le han dado una calificación de 6.9/10, sobre la base de 65 458 votos. En la página FilmAffinity la cinta tiene una calificación de 6.9/10, basada en 13 094 votos.

## Premios
64.ª edición de los Premios Sant Jordi
| Categoría                          | Candidato      | Resultado |
| ---------------------------------- | -------------- | --------- |
| Mejor actor en película extranjera | John C. Reilly | Ganador   |